# Козловский, Ярослав
Ярослав Козловский (пол. Jarosław Kozłowski, род. 28 января 1945, Сьрем) — польский современный художник, концептуалист, перформансист.

## Биография
В 1963—1969 годах учился на факультете живописи в Государственной школе изобразительных искусств в Познани, там же с 1967 года преподавал рисунок и живопись. В 1981—1987 — ректор этого вуза. Также преподавал в Национальной академии изящных искусств в Осло (1992—1997), Государственной академии изящных искусств в Амстердаме (1996—2004), Академии Without Walls в Лусаке (1999, 2001), на художественно-педагогическом факультете Университета им. Адама Мицкевича (2005—2010). В настоящее время — профессор Художественного университета в Познани. Инициатор международной художественной сети «NET» (1971). В 1972—1990 был директором галереи «Аккумуляторы 2» в Познани, в которой представлял творчество польских и зарубежных авангардных художников. В 1991—1993 — куратор программы галереи и коллекции Центра современного искусства Уяздовский замок в Варшаве. Стипендиат программ Британского совета (1979, Лондон) и DAAD (1984—1985, Берлин).
Живет и работает в Познани. Считается крупнейшим представителем польского художественного концептуализма.
Козловский — инициатор международной художественной сети NET. В рамках этого проекта он налаживал контакты с художниками, альтернативными галереями и издательствами в Европе, Азии и обеих Америках. Художник также является участником движения Fluxus.
По мнению искусствоведа Божены Чубак, одна из ведущих тем творчества Козловского — ценностный и понятийный релятивизм:

Нельзя закрепиться ни в пространстве, ни во времени: мало того, что все часы показывают разное время, так еще и некоторые из них идут в обратную сторону. В действительности не существует никаких постоянных норм, мер и стандартов. В своем скептицизме он идет дальше, показывая их относительность и условность.